# Mălureni
Mălureni é uma comuna romena localizada no distrito de Argeş, na região de Muntênia. A comuna possui uma área de 107.04 km² e sua população era de 4458 habitantes segundo o censo de 2007.